# 배만 나오면 사장이냐
배만 나오면 사장이냐는 한국에서 제작된 하한수 감독의 1964년 영화이다. 김승호 등이 주연으로 출연하였고 우기동 등이 제작에 참여하였다.

## 출연

### 주연
- 김승호
- 김희갑
- 도금봉
- 양훈

## 제작진
- 조명: 강용신
- 미술: 홍성칠